# Evolución política de Paraguaná

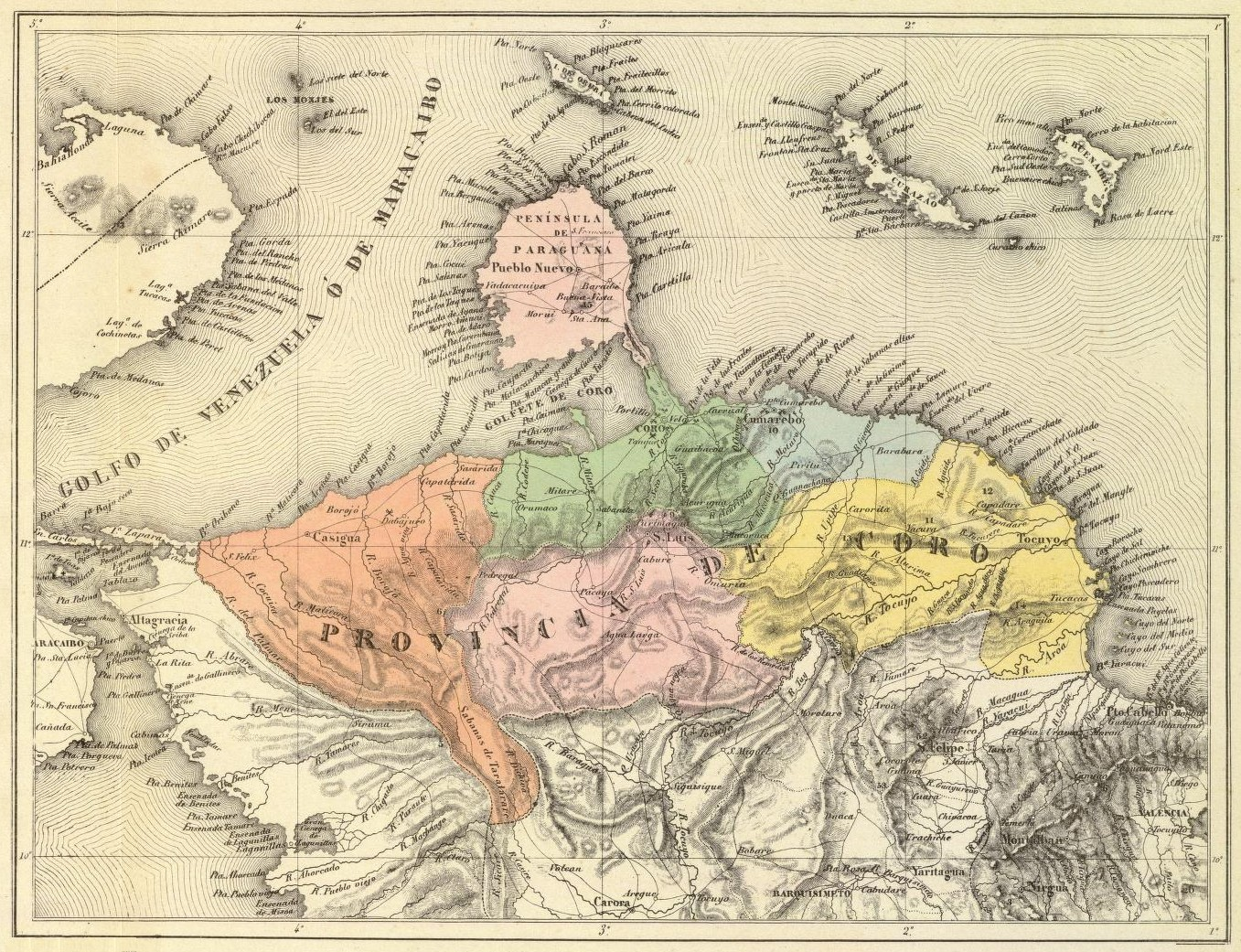
Mapa de la Provincia de Coro donde se aprecian los 6 cantones, incluyendo el Cantón Paraguaná.

La evolución política de la península de Paraguaná ha estado ligada al desarrollo político social del Estado Falcón, y de todas las entidades federales del territorio venezolano. Desde la primera constitución nacional de 1811, se tomó como base de la organización territorial de la República Venezolana, el espacio geográfico ocupado por las provincias eclesiásticas que comprendían la Capitanía General de Venezuela, para esa fecha integradas en confederación las provincias de Margarita, Cumaná, Barinas, Barcelona, Mérida, Trujillo, Caracas agregada en 1821, la entonces liberada Provincia de Coro, entrando a formar parte con Trujillo, Mérida y Maracaibo al Departamento del Estado Zulia, y figurando en la constitución de 1830 como Provincia de Coro.
Posteriormente, en el año de 1819 la Provincia de Coro fue dividida en Departamentos y Parroquias, con un régimen político comandado por el gobernador residiendo en la capital, los prefectos en los departamentos de gobiernos municipales, asambleas parroquiales y electorales. Disuelta la Gran Colombia en el año de 1830 y por disposiciones constitucionales la Provincia de Coro, fue dividida en cantones:
- Coro
- Cumarebo
- Costa Arriba
- Casigua
- San Luis
- Paraguaná

Cuyo orden político administrativo estaba formado por el gobernador de la provincia y por el jefe del Cantón con su respectiva municipalidad. La organización política se orientó en la acción participativa de la colectividad, representada por diputados. En aquel entonces, el diputado provincial que representaba al cantón de Paraguaná, teniendo como capital la ciudad de Pueblo Nuevo, fue José Falcón.
El 20 de febrero de 1859, al iniciarse el movimiento que impulsó la Guerra Federal, se declara la Provincia de Coro como Estado Independiente de Coro y se forma una Junta de gobierno provisional, ratificando la constitución Federal, sancionada por la Asamblea Constituyente, reunida el 28 de marzo de 1866, al declararse todas las provincias en estados independientes, unidas para formar una nación libre y soberana con el Nombre de Estados Unidos de Venezuela.
Con la constitución de 1874, aparece el nombre del Estado Falcón desapareciendo la denominación de Estado independiente de Coro y con la constitución de 1953, el territorio de la República de Venezuela quedó dividido en Estados, Distrito Federal y Territorios Federales. A su vez los Estados se dividieron en Distritos y éstos en municipios con sus respectivos caseríos o aldeas, conservando el Estado Falcón su nombre.

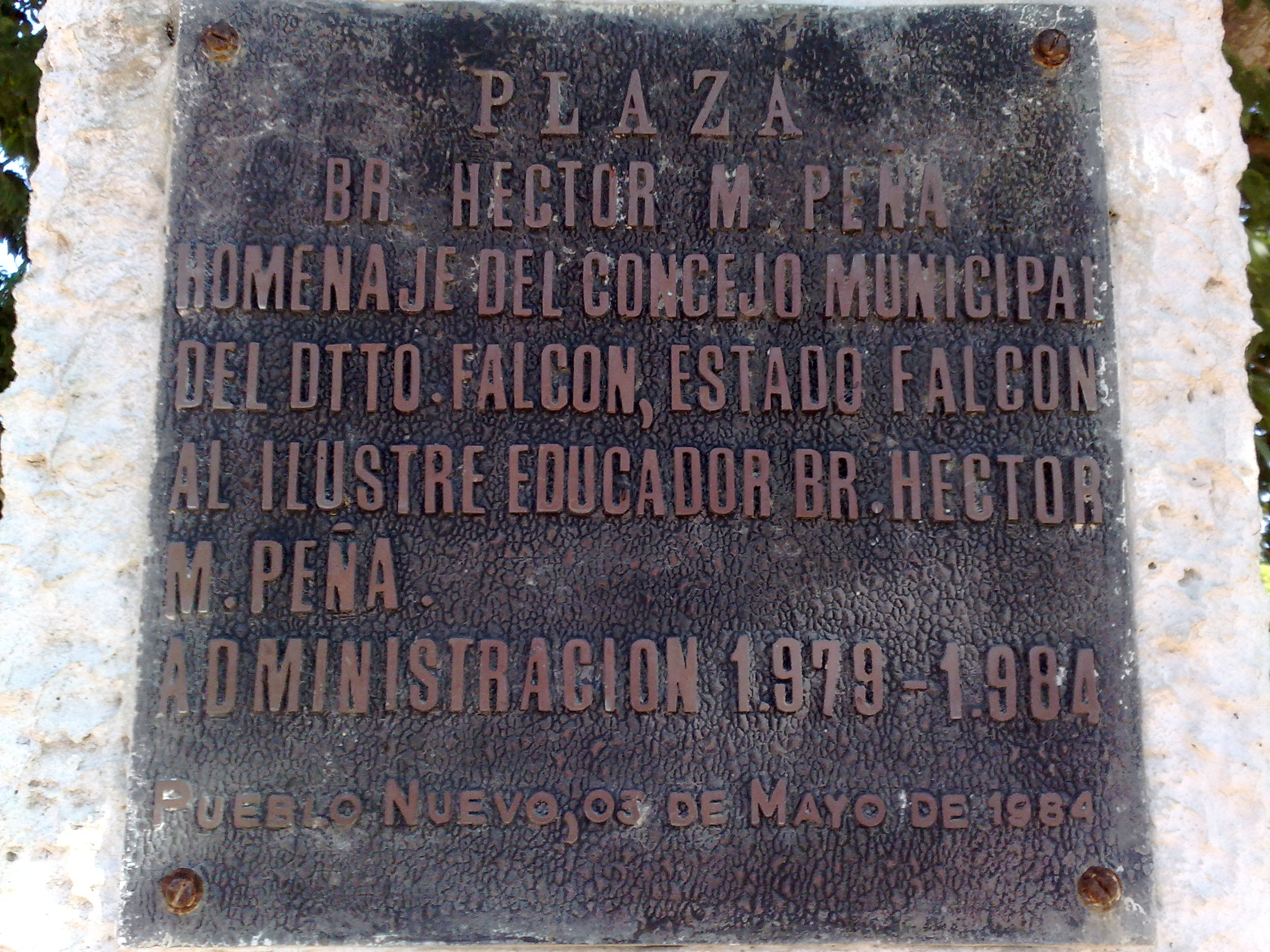
Placa en la plaza Br. Héctor M. Peña donde se hace referencia al desaparecido Distrito Falcón.

Es así como uno de los Distritos del Estado Falcón, anteriormente Cantón de Paraguaná, se convierte en el Distrito Falcón, denominado con ese nombre para rendirle honor al líder de la Guerra Federal, el Mariscal Juan Crisóstomo Falcón, siendo su capital Pueblo Nuevo, ocupando todo el territorio de la Península de Paraguaná, quedando conformado territorialmente por los municipios: 
- Pueblo Nuevo
- Adícora
- Baraived
- Buena Vista
- Jadacaquiva
- Moruy
- Carirubana
- Los Taques

Posteriormente, el territorio del Distrito Falcón fue compartido con la creación del Distrito Carirubana por resolución de la Asamblea Legislativa el 12 de diciembre de 1969 y en el año de 1981, se produce la segregación del Municipio Los Taques. Con estas creaciones de nuevos Distritos, Pueblo Nuevo deja de ser la capital de Paraguaná, para ser la del Distrito Falcón.
A partir del 2 de enero de 1990, el antiguo Distrito Falcón tomó la denominación de Municipio Autónomo Falcón, por los efectos de la nueva Ley de Régimen Municipal, promulgada el 31 de diciembre de 1989. Con esta Ley, los antiguos Distritos pasan a ser Municipios autónomos y los municipios en Parroquias foráneas.